# Алмазное (Донецкая область)
Алмазное (укр. Алмазне) — ранее существующий посёлок, входящий в Макеевский городской совет Донецкой области Украины.
С 2014 года находится под контролем самопровозглашённой Донецкой Народной Республики.

## География

### Соседние населённые пункты по странам света
СВ: Новомарьевка, Верхняя Крынка (Макеевский горсовет), Новомосковское
С: Верхняя Крынка (Енакиевский горсовет), Новосёловка
СЗ: Монахово
З: Красная Заря, Новый Свет
ЮЗ: Ханженково-Северный, город Макеевка, Орехово
Ю: Лесное
ЮВ: Нижняя Крынка
В: —

## Население
Население по переписи 2001 года составляло 40 человек.
По состоянию на 2017 год в посёлке много лет уже никто не живёт. На его месте остались одни руины и непроходимые заросли, коммуникаций и инфраструктуры нет.

## Местный совет
86190, Макеевский городской совет, с. Верхняя Крынка, ул. Советская, 5. Телефонный код — 6232.